# Некля

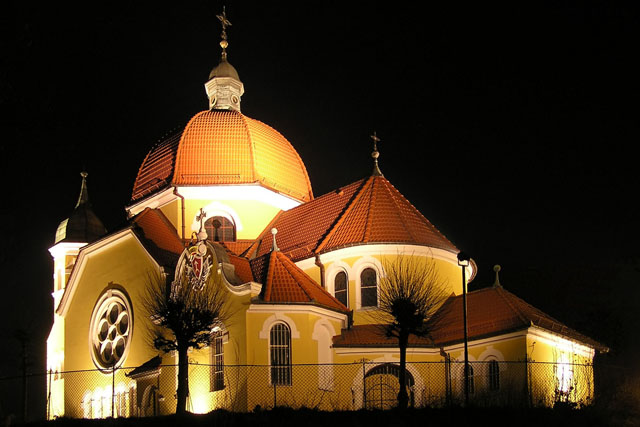
Костел в Неклі

Некля (пол. Nekla) — місто в західній Польщі.

## Демографія
Демографічна структура станом на 31 березня 2011 року:
|          | Загалом | Допрацездатний вік | Працездатний вік | Постпрацездатний вік |
| -------- | ------- | ------------------ | ---------------- | -------------------- |
| Чоловіки | 1757    | 402                | 1228             | 127                  |
| Жінки    | 1786    | 359                | 1131             | 296                  |
| Разом    | 3543    | 761                | 2359             | 423                  |